# Mrtvi kanal

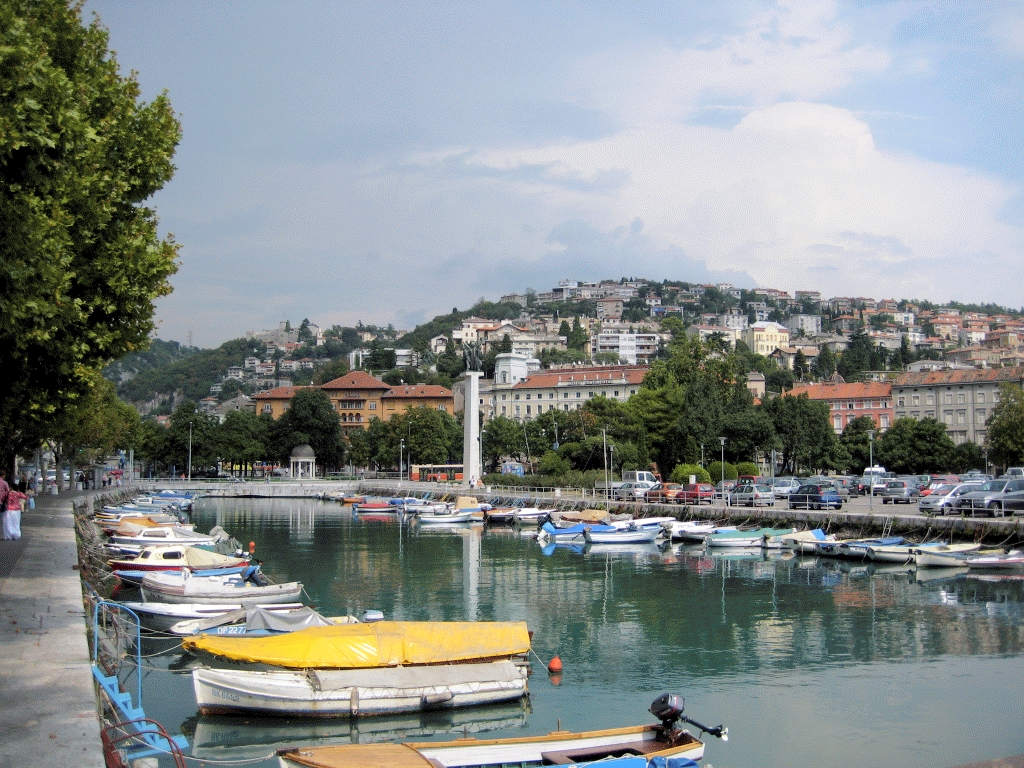
Mrtvi kanal år 2007.

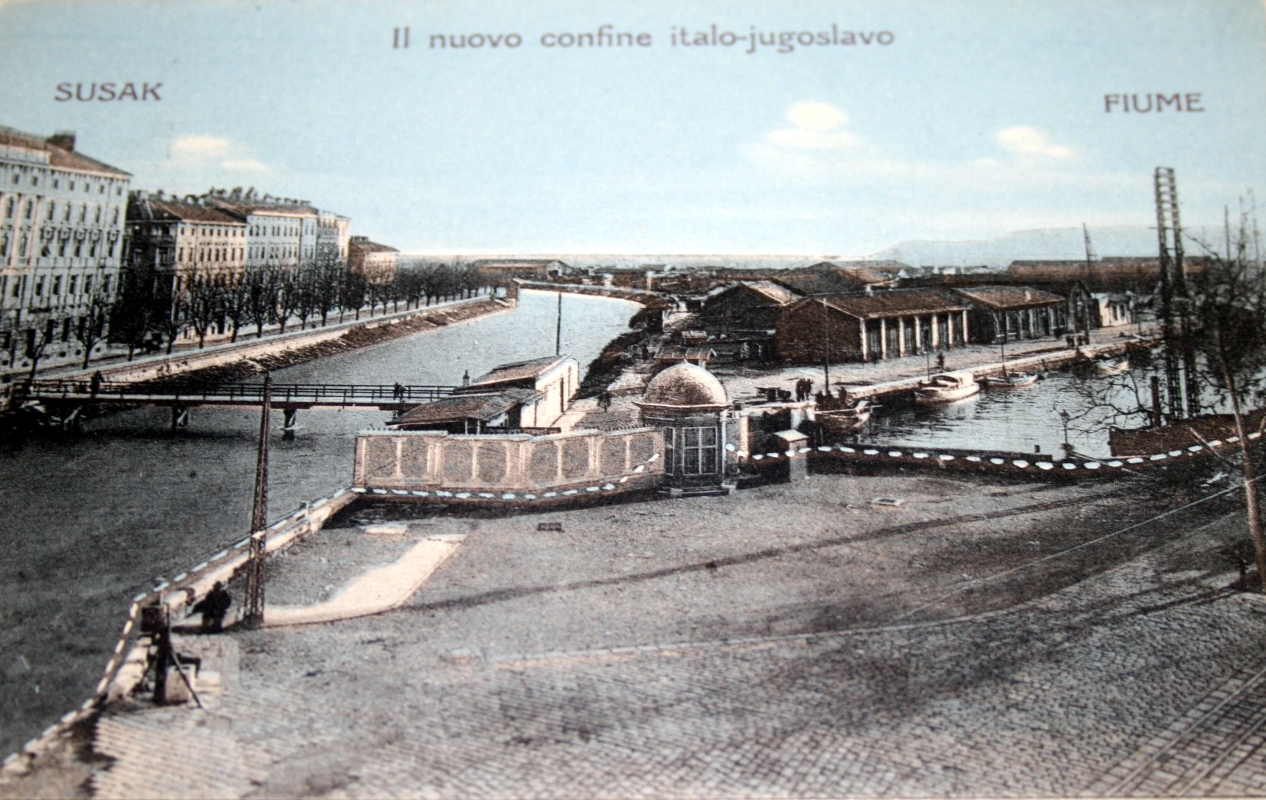
Den tidigare gränsbron år 1925.

Mrtvi kanal (italienska: Canale morto) med betydelsen 'Döda kanalen' är en kanal i centrala Rijeka i Kroatien. Den används idag som småbåtshamn och är ursprungligen Rječinas naturliga flodbädd. Benämningen 'Mrtvi kanal' för Rječinas sista del innan utflödet i Adriatiska havet tillkom under 1800-talet sedan myndigheterna låtit skapa en ny flodbädd strax öster om Mrtvi kanal. 
Åren 1920–1924 utgjorde Mrtvi kanal gränslinjen mellan Fristaten Fiume och Serbernas, kroaternas och slovenernas kungarike. Efter att Fristaten Fiume annekterats av det då fascistiska Italien utgjorde kanalen gräns till Italien fram till år 1947 då Rijeka i samband med Parisfreden tillföll Jugoslavien. De tidigare gränsposteringarna vid kanalen revs och staden integrerades åter i en helhet.  

## Historik
Vad som idag är Mrtvi kanal var tidigare Rijekas ursprungliga båthamn. Rječinas återkommande översvämningar ledde till behovet av att avleda flodens utflöde i Adriatiska havet. Sedan Rječina under 1800-talet översvämmat nästan hela Korzo beslutade myndigheterna i den då österrikisk-ungerska staden Fiume att vidta åtgärder. Rječinas reglering var ett stort ekonomiskt projekt och först genom direkt inblandning av kejsaren Frans Josef I kunde en ny flodbädd skapas öster om den gamla. Utgrävningarna av den nya flodbädden fortgick åren 1854–1855 och ledde till att Rječina fick ett nytt utflöde i havet. Myndigheterna lät därefter havsvatten strömma in i den gamla flodbädden som därefter kom att kallas Mrtvi kanal (Döda kanalen). 
Det trekantiga landområdet som skapades mellan den gamla och nya flodbädden liknade den grekiska bokstaven delta varpå det kom att bli det officiella namnet för området.